# 수크레주 (베네수엘라)

수크레 주의 위치

수크레주(스페인어: Estado Sucre)는 베네수엘라 북동부에 위치한 주로 주도는 쿠마나이며 면적은 11,800km2, 인구는 916,600명(2007년 기준)이다. 1909년에 신설되었으며 15개 지방 자치체를 관할한다. 북쪽과 서쪽으로는 카리브해, 남쪽으로는 안소아테기 주와 모나가스 주, 동쪽으로는 파리아 만과 접한다.

## 같이 보기
- 베네수엘라의 주